# Florim aragonês

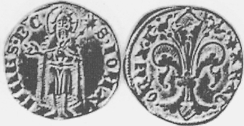
"Florim de Aragão" de Pedro IV. Ouro de aprox. 3,42 gramas e lei de 18 quilates, cunhado entre 1369-1372 numa oficina de Santa Maria a Maior de Saragoça. Marca da fábrica de moeda: Ç (Çaragoça).

O Florim aragonês foi uma moeda medieval cunhada na Coroa de Aragão a partir de Pedro IV.
O Florim de Aragão, difundido na época em vários estados europeus, era uma moeda de ouro com um peso meio de 3,42 gr. Inicialmente o seu valor oscilou entre os quatorze e os onze soldos aragoneses e a sua lei, de 24 quilates menos quarto na sua primeira emissão de 1346, pronto foi diminuindo até os 18 e até mesmo 16 quilates. Por volta de 1370 a cotização das cunhadas em Santa Maria a Maior de Saragoça era de onze soldos, e a lei de 18 quilates, que foi a que manteve até o seu desaparecimento.
A tipologia desta moeda foi tomada do florim, uma moeda originária da República Florentina, que depois foi imitada em toda a Europa. Desde 1252, o  Fiorino d'oro   era o áureo típico da República florentina, e era chamado assim porque tinha gravura um lírio ou flor dos Médici. O florim de Aragão imitou no anverso a iconografia de São João Batista e no reverso o lírio, emblema de Florença, mas com a legenda ARAGO.REX, a inicial do rei de Aragão e a marca da fábrica na qual fora cunhado, em lugar da inscrição FLORENTIA do florim florentino.
As Cortes dos diversos estados regidos por Pedro IV de Aragão opuseram-se à introdução de uma nova moeda, que, porém, era necessária em meados do século XIV para atender as grandes somas de dinheiro que devia manejar a Coroa. Por isso, Pedro IV procurou a solução cunhando em 1346 os novos florins em Perpinhã —recém incorporada como Praça de soberania real à coroa com o reino de Maiorca— sem indicação do nome do rei nem da fábrica de moeda na qual eram cunhadas. Após a sua difusão sub-reptícia, mandou assumir o seu uso em todos os territórios do rei de Aragão, e começaram a ser cunhadas em outros estados da Coroa até o reinado de Fernando o Católico com a denominação de Florí d'or d'Aragó.
Houve também cunhagens de  meio florim e de um quarto de florim com a mesma tipologia que as moedas maiores. Assim mesmo, alguns reis de Castela que pretendiam a monarquia de Aragão cunharam florins. Henrique II de Castela cunhou-os com "la senyal d´Aragó", e também os cunhou Henrique IV.